# Бобровка (Белоярский муниципальный округ)
Бобровка — посёлок в Белоярском районе Свердловской области России. Входит в Белоярский муниципальный округ.
Ранее посёлок входил в состав Косулинского сельсовета Белоярского района.

## География
Посёлок расположен левобережье реки Бобровки, в 26 километрах на запад от посёлка Белоярского. Через населённый пункт проходит железнодорожная ветка Екатеринбург — Тюмень (часть Транссибирской магистрали). В посёлке расположена станция Бобровка Свердловской железной дороги. Вдоль железной дороги проходит единственная улица посёлка — Ленина.

### Часовой пояс
Бобровка, как и вся Свердловская область, находится в часовой зоне МСК+2. Смещение применяемого времени относительно UTC составляет +5:00.

## Население
| 2002 | 2010 | 2021 |
| ---- | ---- | ---- |
| 52   | ↘39  | ↘28  |